# 胡安·福爾梅爾

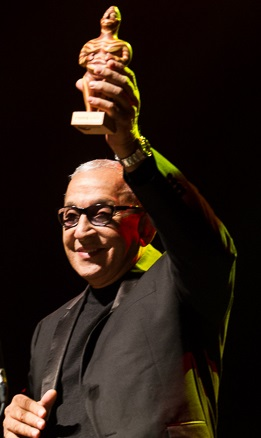
2013年的胡安·福尔梅爾

胡安·福尔梅爾（西班牙語：Juan Clímaco Formell Fortuna，1942年8月2日—2014年5月1日）是一名古巴的音乐家、舞蹈家、作曲家和编曲家。他曾经担任洛凡凡乐团总监。1999年，他获得格莱美奖。
2014年5月1日，他死于哈瓦那，享年71岁。